# Hispano-Bastidienne Bordeaux
Hispano-Bastidienne Bordeaux was een Franse voetbalclub uit de Zuid-Franse stad Bordeaux.
De club ontstond in 1934 na een gedwongen fusie tussen Club Deportivo Espagnol Bordeaux en La Bastidienne Bordeaux. Beide clubs waren een van de negen deelnemers aan de eerste competitie (seizoen 1933/34) van de Division 2 Sud. Ze eindigden respectievelijk als vierde en zevende. In het seizoen 1934/35 werd in plaats van een Nord en Sud competitie, één Division 2 georganiseerd. Het profcomité van de voetbalbond duldde hierin geen twee profclubs uit Bordeaux en wilde dat beide clubs fusioneerden.
In februari 1935 trokken de voormalige leiders van Club Deportivo zich terug uit de fusieclub om Club Deportivo opnieuw op te richten. De reden hiervoor was dat de voetbalbond besloten had dat er niet meer dan vijf buitenlanders opgesteld mochten worden in een elftal.
De club werd laatste in zijn enige seizoen dat de club in de tweede klasse speelde. De club verdween en werd vervangen door het oude La Bastidienne, dat verderging als amateurclub.